# Лось Дмитро Володимирович
Дмитро́ Володи́мирович Ло́сь (нар. 28 квітня 1976, м. Чортків Тернопільської області, Україна) — український лікар, підполковник Збройних сил України.

## Життєпис
Працює ортопедом-травматологом львівського військового госпіталю.
Був у складі миротворчої місії ООН у Косові.

### В АТО
Влітку 2014-го майор Дмитро Лось у складі 80-ї окремої аеромобільної бригади вирушив на розблокування українських військовиків, водієм був рядовий Іван Іванович Катрук (водій-лаборант пересувного рентгенівського кабінету клініки амбулаторно-поліклінічної допомоги). Відразу по прибуттю терористи знову заблокували українські сили. У фронтових умовах лікував 52 поранених, 46 з них практично врятував, жоден не помер. Проводив ампутацію нижньої кінцівки Андрію Усачу в бомбосховищі Луганського аеропорту, а після прориву блокади терористами доліковував у своїй клініці у Львові. З 13 по 20 липня з іще трьома медиками перебував у Луганському аеропорту.

## Нагороди

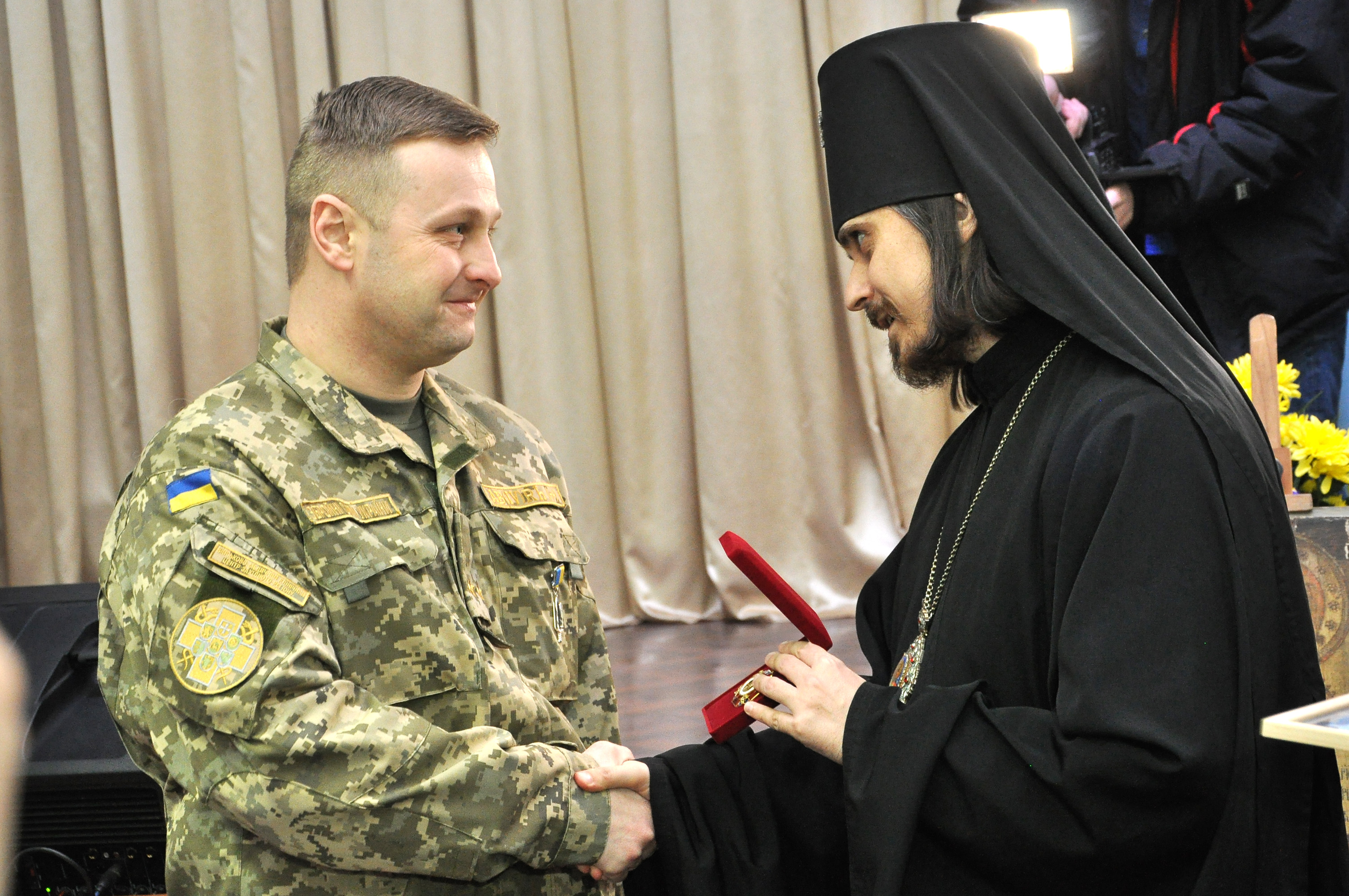
Орден «За спасіння життя» Дмитрові Лосю вручає архієпископ Нестор

За особисту мужність і героїзм, виявлені у захисті державного суверенітету та територіальної цілісності України, вірність військовій присязі, відзначений — нагороджений орденами
- Данила Галицького (27 червня 2015)[1];
- «Народний Герой України» (січень 2016);
- «За спасіння життя» (березень 2016)[2].